# Болото, Пётр Осипович
Пётр Осипович Болото (1909—1966) — участник Великой Отечественной войны, первый номер расчёта противотанкового ружья 84-го гвардейского стрелкового полка 33-й гвардейской стрелковой дивизии 62-й армии Сталинградского фронта, гвардии младший сержант, Герой Советского Союза.

## Биография
Родился 22 июня 1909 года в селе Байдовка ныне Старобельского района Луганской области Украины в семье крестьянина.
До войны работал на шахте.
В Красной Армии с 1941 года. На фронтах Великой Отечественной войны — с этого же года.
Служил в 5-й воздушно-десантной бригаде 3-го воздушно-десантного корпуса 2-го формирования, которая в мае 1942 года была преобразована в 84-й гвардейский стрелковый полк 33-й гвардейской стрелковой дивизии.
Гвардии младший сержант Пётр Болото, будучи первым номером расчёта противотанкового ружья, вместе с Самойловым, Беликовым и Алейниковым, занимал с двумя противотанковыми ружьями дорогу в стыке района обороны 3-го и 2-го батальонов полка на высоте у станицы Клетская (ныне посёлок городского типа Волгоградской области). 23 июля 1942 года 30 танков противника, отделившись от наступавших 250 танков противника, ворвавшихся в расположение 2-го батальона, начали заходить во фланг и в тыл 3-му батальону, а также во вторые эшелоны полка. Два расчёта, окружённые 30 танками, не отступили и своими меткими выстрелами уничтожили 15 вражеских танков, а остальные повернули назад. В этом бою Пётр Болото лично подбил 8 танков. Героической обороной своих позиций эти два расчёта предотвратили выход во фланг и тыл 3-му батальону и на вторые эшелоны. При этом младший сержант Болото будучи окружённым, несмотря на сильный огонь из пушек и пулемётов вражеских танков, не отступил, заявив: «Лучше умереть, но не пропустить врага к Сталинграду», написав вместе со своими товарищами на листе бумаги: «Туча немецких танков движется на нас. Если умрем, считайте нас коммунистами».
Указом Президиума Верховного Совета СССР «О присвоении звания Героя Советского Союза начальствующему и рядовому составу Красной Армии» от 5 ноября 1942 года за «образцовое выполнение боевых заданий командования на фронте борьбы с немецкими захватчиками и проявленные при этом отвагу и геройство» удостоен звания Героя Советского Союза с вручением ордена Ленина и медали «Золотая Звезда» (№ 728).
Позже коммунист Пётр Болото принимал участие во многих других боях, освобождал родной Донбасс, Крым, Белоруссию, штурмовал Берлин. Был участником Парада Победы в 1945 году.
В 1948 году гвардии старший лейтенант П. О. Болото уволился в запас. Жил в городе Горское Ворошиловградской (ныне Луганской) области, работал на шахте «Горская».
Умер 9 октября 1966 года.

## Награды
- Герой Советского Союза (5.11.1942, медаль «Золотая Звезда» № 728)[2];
- орден Ленина (5.11.1942)[2];
- орден Отечественной войны II степени (8.10.1943)[4];
- медали.

## Память
- На обложке еженедельного журнала Огонёк № 42 за 1942 год была размещена фотография гвардейца бронебойщика Петра Болото, а также на третьей и четвёртой страницах — статья Константина Симонова «Четверо», записанная со слов П. Болото[5].
- На здании школы в селе Байдовка Герою установлена мемориальная доска.
- В одном из залов Государственного музея обороны Волгограда висит фотография Петра Осиповича Болото, а также экспонируются его пистолет, фронтовые газеты с описанием подвига бронебойщиков под станицей Клетской. Имя Героя также выбито на стеле на Аллее Героев в Волгограде. Художник Ю. Ф. Усыпенко положил в основу диорамы «Стойкость, победившая смерть» подвиг четырёх бронебойщиков: П. О. Болото, П. Самойлова, И. П. Алейникова, К. Ф. Беликова и батареи 76-миллиметровых пушек младшего лейтенанта М. Серого из 33-й гвардейской стрелковой дивизии.
- В центре Луганска на обелиске Героев золотом высечено имя Петра Болото, одного из многих Героев Советского Союза Луганской земли.